# John Gilbert Baker

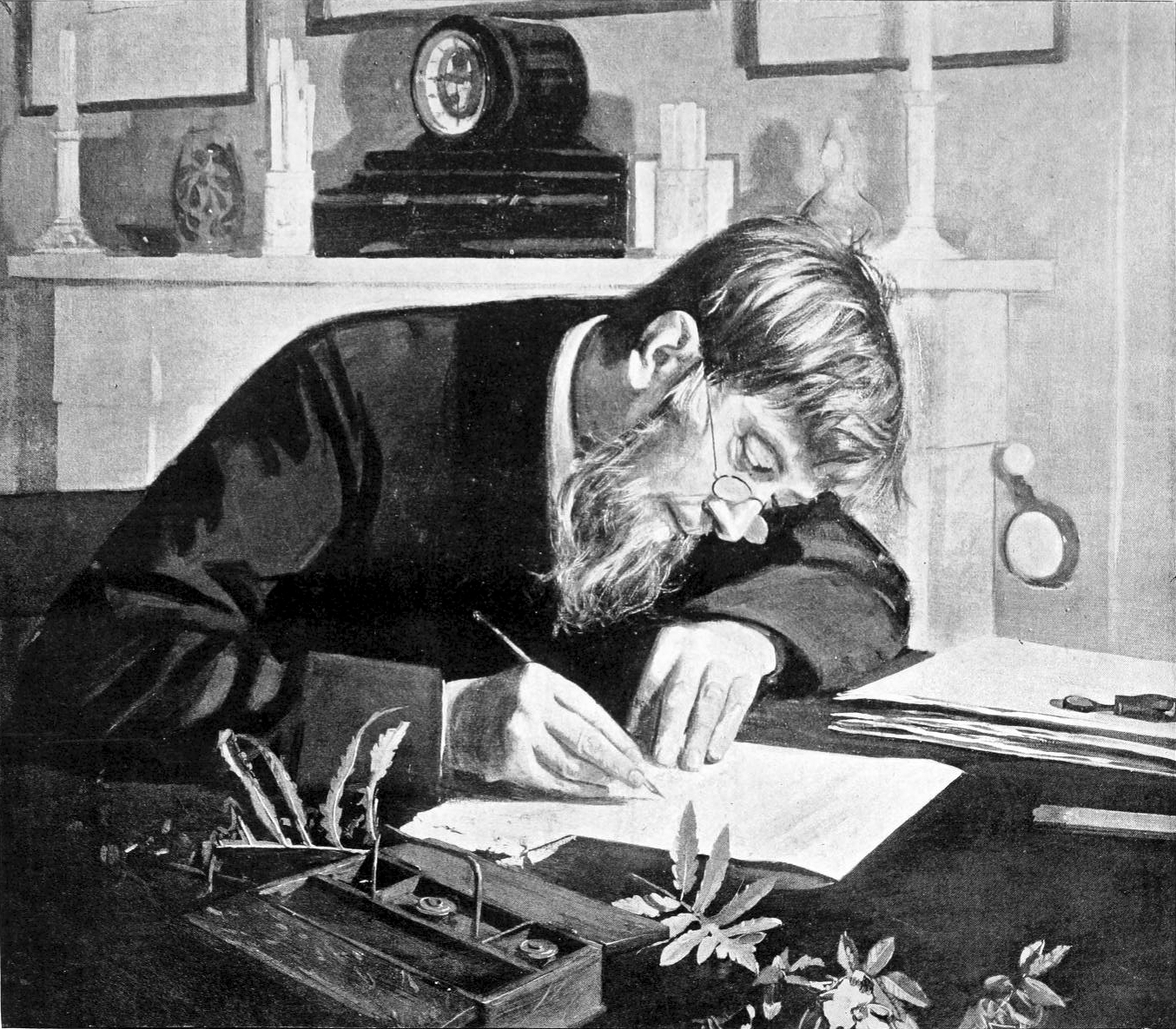
John Gilbert Baker um 1893 nach einem Gemälde von Joseph W. Forster

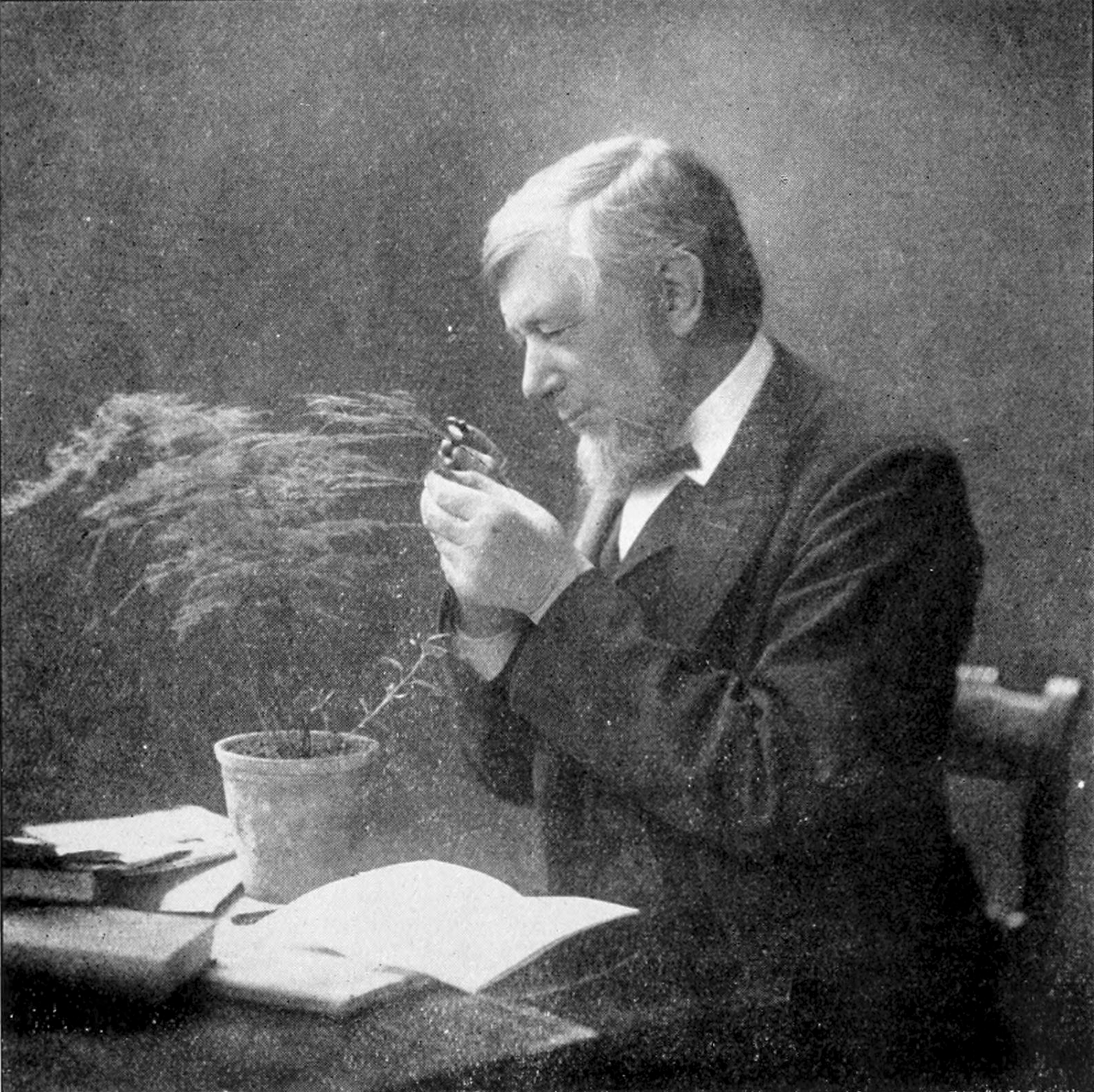
John Gilbert Baker im Sommer 1906

John Gilbert Baker (* 13. Januar 1834 in Guisborough, Yorkshire; † 16. August 1920 in Kew, London) war ein britischer Botaniker. Sein offizielles botanisches Autorenkürzel lautet „Baker“.

## Leben und Wirken
John Gilbert Baker war ein Sohn von John Baker, einem Tuch- und Kolonialwarenhändler und dessen Frau Mary (geb. Gilbert). Im August 1834 zogen seine Eltern mit ihm nach Thirsk in Yorkshire und eröffneten dort ein Geschäft. 1843 wurde Baker Schüler an der Quäkerschule in Ackworth und drei Jahre später an der Quäkerschule in Bootham (York). Er beendete seine Schulausbildung Ende 1847 und half anschließend seinem Vater im Familienunternehmen. Im August 1860 heiratete er Hannah Unthank († 1902). Der Botaniker Edmund Gilbert Baker (1864–1949) war sein Sohn.
Mit zwölf Jahren begann Baker Pflanzen zu sammeln und war kurzzeitig für das Schulherbarium in Bootham verantwortlich. Drei Jahre später, 1849, erschien in der Zeitschrift The Phytologist ein von ihm verfasster kurzer Artikel über eine Seggen-Art. Sein erstes umfangreicheres botanisches Werk war 1854 eine mit John Nowell (1802–1867) gemeinsam verfasste Ergänzung zu Henry Baines (1793–1878) 1840 erschienener Flora of Yorkshire. Als die Botanical Society of London die nationale Pflanzentauschbörse einstellte, regte Baker an, dass die Thirsk Natural History Society diese Dienstleistung fortführen sollte. Auf Grund diese Vorschlages wurde Baker 1859 Kurator und Sekretär des Thirsk Botanical Exchange Club. Sein erstes Hauptwerk war eine wegweisende ökologische Studie, die über 1100 Blütenpflanzen und Farne umfasst und 1863 unter dem Titel North Yorkshire: Studies of its Botany, Geology, Climate and Physical Geography erschien. 1864 wurden Bakers Bibliothek und sein Herbarium von einem Feuer vernichtet. Im gleichen Jahr erschien in der Zeitschrift The Naturalist sein Review of the British Roses. Ein Jahr später folgte die Monografie On the English Mints über die Pflanzengattung der Minzen (Mentha), die er in der Zeitschrift Journal of Botany, British and Foreign veröffentlichte.
Von 1866 bis 1890 arbeitete Baker an der Bibliothek und als Assistent am Herbarium der Royal Botanic Gardens in London (Kew). Anschließend wurde er dort zum Kustos befördert und hatte den Posten bis 1899 inne. Baker war sehr vielseitig und kannte sich auf dem Gebiet der Botanik bestens aus. Ab 1882 hielt Baker an der Apothecaries’ Company (Handelsgesellschaft vieler Apotheken Londons) Vorlesungen und führte Experimente vor.
Baker hat mehrere Handbücher verfasst, darunter über die Pflanzenfamilien der Amaryllisgewächse (Amaryllidaceae), der Bromeliengewächse (Bromeliaceae), der Schwertliliengewächse (Iridaceae), der Liliengewächse (Liliaceae) und über Farne (Filicinophyta).

## Ehrungen
1866 wurde Baker in die Linnean Society of London aufgenommen, deren Vizepräsident er von 1889 bis 1891 sowie von 1893 bis 1894 war und die ihn 1899 mit der Linné-Medaille auszeichnete. Am 6. Juni 1878 wurde Baker als Mitglied in die Royal Society gewählt. Die Royal Horticultural Society ernannte ihn zu ihrem Ehrenmitglied und ehrte Baker 1897 mit der Victoria Medal of Honour und 1907 mit der  Veitch Memorial Medal. Von der University of Leeds erhielt er 1919 seinen Ehrendoktor für Naturwissenschaften.
Ihm zu Ehren wurden die Pflanzengattungen Bakerantha L.B.Sm. (1934), Bakerella Tiegh. (1895), Bakeria André (1889), Bakeria Seem. (1864), Bakeriella Dubard (1911), Bakerisideroxylon (Engl.) Engl. (1904), Bakerophyton (J.Léonard) Hutch. (1964, wahrscheinlich gleichfalls seinem Sohn Edmund Gilbert Baker gewidmet), Bakeropteris Kuntze (1891) und Neobakeria Schltr. (1924) benannt.

## Schriften (Auswahl)
Bücher
- A supplement to Baines’ Flora of Yorkshire. Pamplin, London 1854 (Digitalisat) – Mitautor.
- The flowering plants and ferns of Great Britain. Cashs, London 1855 (Digitalisat).
- North Yorkshire: Studies of its Botany, Geology, Climate and Physical Geography. London 1863; archive.org.
- A new flora of Northumberland and Durham. Williams & Norgate, London 1868.
- Flora of Mauritius and the Seychelles. Reeve, London 1877 (Digitalisat).
- A flora of the English Lake District. Bell, London 1885 (Digitalisat).
- Handbook of the fern-allies. Bell & Sons, London 1887 (Digitalisat).
- Handbook of the Amaryllideae, including the Alstroemerieae and Agaveae. Bell & Sons, London 1888 (Digitalisat).
- Handbook of the Bromeliaceae. Bell & Sons, London 1889 (Digitalisat).
- Handbook of the Irideae. Bell & Sons, London 1892 (Digitalisat).

- The Leguminosae of tropical Africa. Erasmus, Gent 1926–1930.

Zeitschriftenbeiträge
Baker schrieb etwa 400 Artikel die hauptsächlich in den Zeitschriften Journal of Botany, British and Foreign, Journal of the Linnean Society und dem Kew Bulletin erschienen.
- Occurrence of Carex Persoonii in an unrecorded Locality in Yorkshire. In: The Phytologist: A popular botanical miscellany. Band 3, 1849, S. 738–739 (online).
- Review of the British Roses. Especially Those of the North of England. In: The Naturalist. Band 1, London 1864, S. 14–24, S. 33–38, S. 60–67, S. 93–103, S. 141–144.
- On the English Mints. In: Journal of Botany, British and Foreign. Band 3, London 1865, S. 233–256 (online).
- Revision of the genera and species of Asparagaceae. In: Journal of the Linnean Society. Botany. Band 14, London 1875, S. 508–632 (online).
- A Synopsis of Aloineae and Yuccoideae. In: Journal of the Linnean Society. Botany. Band 18, London 1881, S. 148–241 (online).
- Contributions to the Flora of Madagaskar. – Part I. Polypetalæ. In: Journal of the Linnean Society. Botany. Band 20, Nummer 126, März 1883, S. 87–158 (online).
- Contributions to the Flora of Madagascar. – Part II. Monopetalæ. In: Journal of the Linnean Society. Botany. Band 20, Nummer 127, April 1883, S. 159–236 (online).
- Contributions to the Flora of Madagascar. – Part III. Incompletæ, Monocotyledons, and Filices. In: Journal of the Linnean Society. Botany. Band 20, Nummer 128, Juni 1883, S. 237–304 (online).
- Further Contributions to the Flora of Madagascar. In: Journal of the Linnean Society. Botany. Band 22, 1886, S. 441–536 (online).
- Further Contributions to the Flora of Madagascar. In: Journal of the Linnean Society. Botany. Band 25, Nummer 171/172, 1889/1890, S. 294–350 (online).